# 情谜睡美人
《情谜睡美人》（英語：The Sleeping Beauty），為中国於2016年2月18日起播出的情感电视剧，由高先明導演與马广源編劇合作打造。此劇講述性格和外貌截然不同的一對姐妹花，姐姐叶依姗、妹妹叶依婷因為一場交通事故互相交換臉孔和命運的故事。

## 演員陣容

### 主要人物
| 演員   | 角色                        | 介紹 |
| 李彩桦 | 叶依姗（真） ／叶依婷（偽） | 依婷的姊姊。震宇集團分公司市場經銷團隊職員。纯洁善良、热情洋溢与聪明伶俐。和大學時期交往的前男友明昊再度相戀，並且決定步入禮堂，而這幸福的一切，在與依婷一同發生車禍事故後變調。                           |
| 江祖平 | 叶依婷（真） ／叶依姗（偽） | 依姗的妹妹。於電視台擔任主持人。虚荣心强、斤斤计较，脾气暴躁及拜金主义，總是喜歡和姊姊比較。學習力差，但有著出眾的外貌。嫁入豪门后变得满腹心计，为守住自己得来不易的幸福生活而不择手段。最终被起诉而入狱。 |
| 凌潇肃 | 秦明昊                      | 依姗大學時期的戀人。震宇集團繼承人，和依姗再次相戀並論及婚嫁。是個原則主義者，也是個浪滿主義者。擅长弹钢琴。                                                                                               |
| 杨浩煜 | 徐岸                        | 電視台节目总监，全心全意愛著依婷。原本是個充滿溫暖與關懷的人文主義者，直到被戀人依婷背叛，開始為了復仇，而變得憤世嫉俗。                                                                                   |